# Мохамед Реза Ареф
Мохамед Реза Ареф (на персийски: محمدرضا عارف) е ирански политик, академик и инженер. Вицепрезидент на Иран от 2001 г. до 2005 г.

## Биография

### Ранен живот
Ареф е роден на 19 декември 1951 г. в Язд. Баща му Мирза Ахмед Ареф е известен бизнесмен.
Получава бакалавърска степен по електроника и инженерство от университета в Техеран, и магистърска и докторска степен в областта на електротехниката и комуникационното инженерство от университета Станфорд през 1980 г. Неговата докторска дисертация е за теорията на информацията от мрежите. Представя и анализира детерминирани релейни мрежи, които по-късно се обозначават като „Ареф Нетуъркс“. По време на обучението си в Техеранския университет, участва в много протести и е арестуван преди иранската революция.

### Кариера
По време на политическата си кариера, Ареф заема важни постове в Ислямска република Иран. След революцията, той започва политическата си кариера. Първият му голям политически пост е през 1981 г., когато става вицепрезидент на комуникационна компания. По-късно изпълнява длъжността на президент на компанията през 1983 г. и става заместник-министър на науката през следващата година. Ареф е член на академичния състав на Исфаханския технологичен университет до 1994 г.
Ареф, който е професор в Университета на Техеран, е избран за негов ректор през 1994 г. Той започва кариерата си със създаването на Факултета по обществени науки и също така институт по геофизика. След назначаването му за министър на технологиите, Ареф подава оставка като ректор на университета в Техеран през 1997 г.
След като Мохамад Хатами е избран за президент на Иран, той номинира Ареф като министър на пощите, телеграфите, телефона, който по-късно е преименуван на министър на комуникациите и информационните технологии. Той става първият ръководител на организацията за управление и планиране през 2000 г., след като подава оставка като министър.
След преизбирането на Хатами през 2001 г., неговият вицепрезидент Хасан Хабиби подава оставка веднага след изборите. Тогава е назначен Ареф като първи вицепрезидент на Иран. Остава на този пост до септември 2005 г. и е наследен от Парвиз Даводи, след избирането на Махмуд Ахмадинеджад. След това Ареф работи като професор в катедрата по електротехника в Шарифския технологичен университет, който предлага курсове по криптография, теория на кодирането, приблизителна теория и информационна теория. Член е и на съвета за целесъобразност, който съветва върховният лидер на Иран Али Хаменеи.
На парламентарните избори на 2008 г. е номиниран на първо място в листите за депутати, но се оттегля в знак на протест към отхвърлянето на някои кандидати от Съвета на настойниците. През юни 2013 г. Ареф съобщава, че той заедно с други реформисти планира да основе партия, която по-късно наименува „Надежда на Иран“. Новоизбраният президент Хасан Рухани заявява, че Ареф ще бъде един от членовете на кабинета му. Въпреки това, Ареф отхвърля поканата за политически пост, за да се съсредоточи върху създаването на своята партия. Той също така обявява интереса си да се превърне в един от съветниците на Рухани в политиката и човешките права.

#### Парламентарни избори 2016
На 4 ноември 2014 г. Ареф обявява, че ще се кандидатира за депутат на изборите през 2016 г. от Техеран, област Есламшахр. Той официално се кандидатира на 22 декември 2015 г.
Избран за народен представител с 1 608 926 гласа, което е най-висок резултат на изборите. Всички останали 29 реформистки кандидати също влизат в парламента. За първи път от 1980 г. насам, всички избрани кандидати са от една и съща партия в област Техеран.

## Личен живот
Ареф е женен за Хамиде Моравей Фарши от 1976 г. Тя има докторска степен по дерматология и също работи в Министерството на науката. Двамата имат трима сина.